# 東京第一運輸所
東京第一運輸所（とうきょうだいいちうんゆしょ）は、東京都千代田区にある東海旅客鉄道・新幹線鉄道事業本部（JR東海）の運転士・車掌が所属する乗務員区所である。

## 歴史
- 1964年 - 東京車掌所として発足。
- 2001年10月1日 - 東京車掌所と東京運転所の一部を統合し発足[1]。（全体では人数が多いため東京第二運輸所と2つに再編）。